# Херман фон Фобург
Херман фон Хам/Фобург (на немски: Hermann Bischof von Augsburg; Bishop Hermann von Cham/Vohburg; ок. 1065/1075; † 18 март или 19 март 1133, Аугсбург) от фамилията Диполдинги-Рапотони-Хам, маркграфове на Фобург, е епископ на Аугсбург (1096 – 1133).

## Биография
Той е син на граф Рапото IV фон Хам († 1080, убит в битка) и съпругата му Матилда фон Велс-Ламбах, дъщеря на граф/маркграф Арнолд II фон Формбах-Ламбах († 1050) и Регила фон Вердюн/или Регинлинда фон Кастл, внучка на херцог Херман IV от Швабия († 1038). Полубрат е на Рапото V († 1099), пфалцграф на Бавария (1086 – 1099), и Улрих фон Пасау († 1099), бургграф на Пасау.
През 1095 г. Херман е свещеник в Хам. През 1096 г. изгоненият крал Хайнрих IV го издига на епископ на Аугсбург. Херман успява да се докаже пред опозицията на част от клеруса му („Св. Улрих и Афра в Аугсбург“!) и опитите да бъде изгонен от папата. Вормският Конкордат между император Хайнрих V и папа Каликст II от 23 септември 1122 г. му осигурява позицията.
В края на август 1322 и 1133 г. войската на крал Лотар III разрушава Аугсбург. Херман умира малко след това на 18 март или 19 март 1133 г.